# Rajyavardhan Singh Rathore
Rajyavardhan Singh Rathore (ur. 29 stycznia 1970 w Jaisamler w Radżastanie) – indyjski sportowiec, srebrny medalista olimpijski w strzelectwie, wojskowy, następnie polityk, parlamentarzysta i minister.
Na Letnich Igrzyskach Olimpijskich 2004 zdobył srebrny medal w trapie podwójnym. Na mistrzostwach świata w strzelectwie w 2005 był członkiem indyjskiej drużyny, wraz z którą zdobył złoty medal. W tym samym roku zdobył kolejne złoto na mistrzostwach Azji w strzelectwie. Był to jego trzeci złoty medal w historii występów na tych mistrzostwach. Podpułkownik w indyjskiej armii.
W latach 2003–2004 zdobywał nagrodę Arjuna, a w latach 2004–2005 Rajiv Gandhi Khel Ratna, najwyższą nagrodę państwową przyznawaną sportowcom indyjskim. Otrzymał też Order Padma Shri, przyznawany przez rząd Indii. Jest także pierwszym żołnierzem armii indyjskiej poniżej stopnia brygadiera, który został uhonorowany rządową nagrodą Ati Vishisht Seva Medal (AVSM).
W 2013 roku wystąpił z armii i został członkiem Indyjskiej Partii Ludowej. W 2014 roku został wybrany do izby niższej parlamentu. W rządzie Narendry Modiego był ministrem sportu i młodzieży (od 2017) oraz informacji i mediów (od 2018).